# Benedikt Frei
Benedikt Frei (* 12. Oktober 1904 in Diepoldsau-Schmitter; † 3. Januar 1975 in Mels) war ein Schweizer Prähistoriker mit Fokus auf Urgeschichte und die Laugen-Melaun-Kultur. 

## Leben
Benedikt Frei kam am 12. Oktober 1904 als ältester Sohn des Johann Georg Frei und der Maria Sofia (geborene Spirig) in Diepoldsau-Schmitter zur Welt. Der Vater war Handsticker, die Mutter las sehr gerne und unterrichtete ihre Söhne. Benedikt besuchte die Primarschule in Diepoldsau-Schmitter und anschliessend die Realschule in Altstätten. Die Matura mit Auszeichnung erhielt er vom Kollegium Sarnen, das zu dieser Zeit von Benediktinern geführt wurde. Ein Studium konnte er sich nicht leisten. Dafür liess er sich von der Sekundarschule St. Gallen zum Reallehrer ausbilden. Seine erste Anstellung fand Frei beim Poligymnasium in Rebstein auf das Schuljahr 1928/29. 1930 trat er eine Stelle als Reallehrer in Mels an.
1935 ehelichte Bendikt Frei Maria Rosa Jud aus Kaltbrunn und bezog oberhalb des Dorfes Mels ein Haus, in dem sie bis zu seinem Tod lebten. 1937 beteiligte sich Frei erstmals an einer Ausgrabung auf dem Castels in Mels und entdeckte dort seine Liebe zur Archäologie. Durch die Teilnahme an weiteren Grabungen eignete er sich rasch das nötige Wissen an, sodass er 1938 vom neu geschaffenen Amt für Ur- und Frühgeschichte zum Betreuer des Rheintals und des Sarganserlandes berufen wurde. Ihm sind zum Beispiel die frühzeitlichen Funde aus dem Depotfund von der Rossheld bei Mels zu verdanken.
Benedikt Frei war von 1938 bis 1946 der dritte Präsident des Heimatbundes Sarganserland (heute Historischer Verein Sarganserland); zusammen mit Erwin Rothenhäusler war er auch massgeblich an der Herausgabe des 1951 erschienenen Bandes Sargans der «Kunstdenkmäler der Schweiz» beteiligt.
1966 wurde Frei vom Regierungsrat des Kantons St. Gallen, auf Initiative von Hans Brunner, zum Kantonsarchäologen berufen. In der Zwischenzeit hatte er ein kleines Museum im Schulhaus in Mels, mit Fundstücken aus der Region Sargans, eingerichtet. Unter seiner Leitung fanden Ausgrabungen an der römischen Villa in Mels sowie archäologische Forschungen in der Heiligkreuzkirche in Uznach, in der Pfarrkirche St. Georg in Marbach und in der Pfarrkirche  St. Johann in Montlingen statt. Auf Begehren des Klosters Einsiedeln erforschte er die Kirche St. Peter auf der Insel Ufenau im Zürichsee.
Nach der Pensionierung begann Frei mit einer Abhandlung über die Ur- und Frühgeschichte des Rheintals, welche er jedoch nicht fertigstellen konnte. 1968 hielt er an der Jahresversammlung der Schweizerischen Gesellschaft für Ur- und Frühgeschichte darüber einen Vortrag, welcher heute in gedruckter Form zu seinem Vermächtnis gehört. 1971 erlitt er eine Schlaganfall, von dem er sich nicht mehr erholen konnte, sodass er bis zu seinem Tod, am 3. Januar 1975, von seiner Frau Maria gepflegt werden musste. Er wurde auf dem Friedhof seiner Heimatgemeinde Diepoldsau beigesetzt.

## Leistungen
- Benedikt Frei unterrichtete 36 Jahre mathematisch-naturwissenschaftliche Fächer an der Sekundarschule von Mels. Neben seiner Arbeit als Lehrer besuchte er Vorlesungen an der Universität Zürich und beschäftigte sich mit urgeschichtlichen Ausgrabungen. Besondere Bekanntheit erlangte seine in den Kantonen Graubünden und St. Gallen geleistete Arbeit.
- Bendikt Frei wurde im Jahr 1966 von der St. Gallner Kantonsregierung, die damals entschied, die Archäologie im Kanton staatlich zu unterstützen, zum ersten St. Gallischen Kantonsarchäologen gewählt.
- Die Universität Zürich verlieh ihm am 29. April 1964 den Doctor honrus causa (Ehrendoktor), in Anbetracht der Wichtigkeit seiner Forschungen zur frührätischen Kultur.

- Frei war seit 1959 Ehrenmitglied des Historischen Vereins für das Fürstentum Liechtenstein. Diese war ihm in Anerkennung seiner Verdienste um die Urgeschichtsforschung in Liechtenstein verliehen worden. Mit dem liechtensteinischen Archäologen David Beck verband Frei eine langjährige Freundschaft. Bei allen Grabungen, die Beck durchführte, war Frei als Mitarbeiter und Berater dabei. Als das Liechtensteinische Landesmuseum neu aufgebaut wurde, unterstützte er dies als wissenschaftlicher Berater.

## Werke
Benedikt Freis Hauptwerk sind die Grabungen auf dem Montlingerberg. Seine Vermutung war es, dass die Grabungen, die heiss umstrittene Frage der zeitlichen Einordnung der Melauner Keramik klären könnte. Frei führte von 1951 bis 1956 und 1960 mehrere Grabungskampagnen durch. Er konnte dadurch beweisen, dass die Melauner Keramik aus der Bronzezeit, und nicht wie bisher angenommen aus der Eisenzeit stammte. Weiter Grabungen im Engadin belegten seine Ergebnisse. Frei war zudem Namensgeber der Fritzens-Sanzeno-Kultur, deren Horizont er bei seinen Grabungen am Montlingerberg als nachfolgende Schicht der Laugen-Melaun-Kultur ausmachte, und die er zunächst als „Horizont-Fritzens-Sanzeno“ bezeichnete.